# Nasdaq Composite

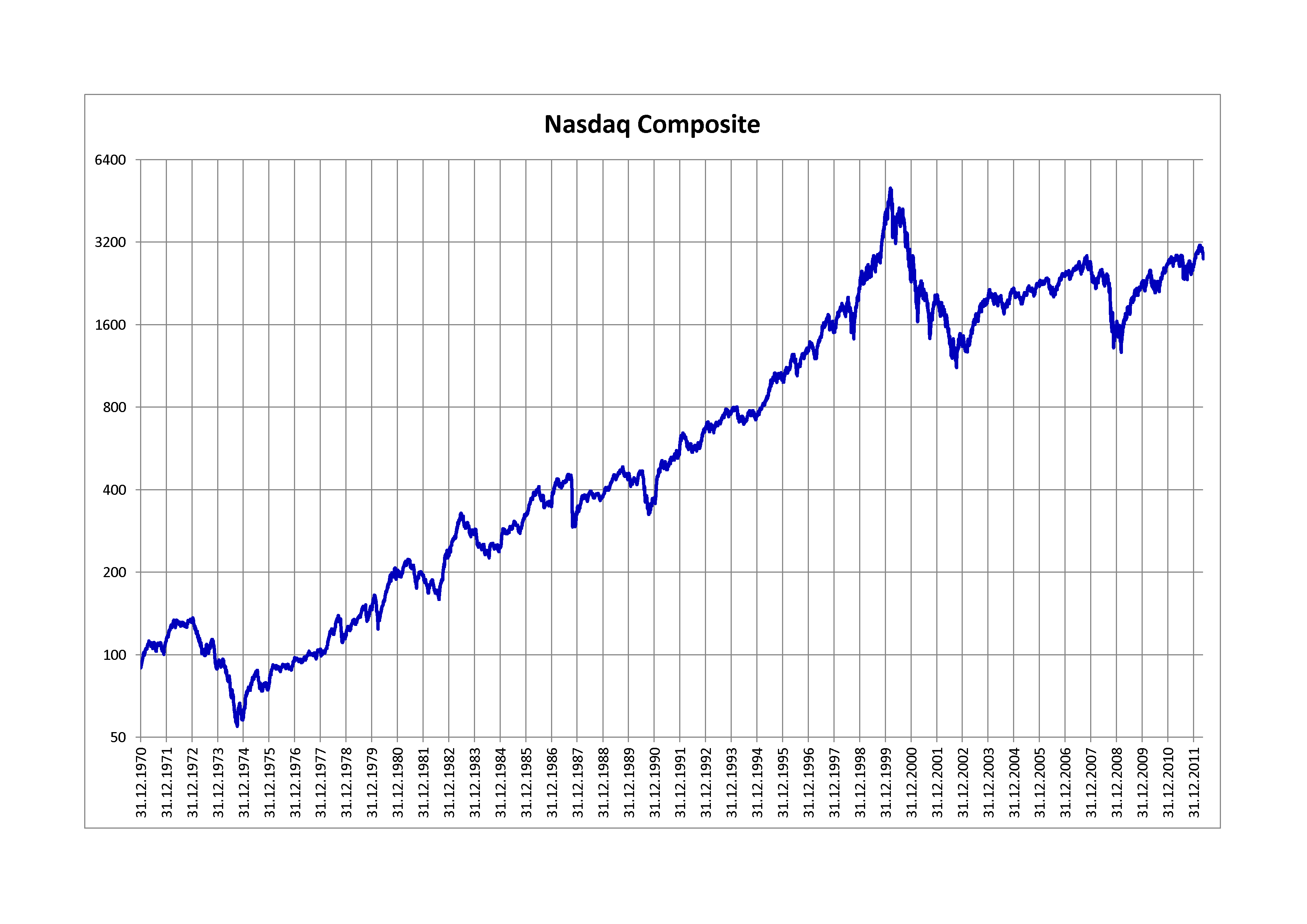
Nasdaq Composite 1970—2012

NASDAQ Composite (читается насда́к ко́мпозит) — фондовый индекс, составленный из обыкновенных акций и подобных финансовых инструментов всех компаний, торгующихся на бирже NASDAQ. Включает в себя более 2500 компаний. Часто называется просто «NASDAQ» или «индекс NASDAQ».
Рассчитывается с 1971 года, начальное значение — 100 пунктов. Включает в себя более 3000 американских и неамериканских корпораций. В силу специфики биржи NASDAQ индекс считается важным показателем динамики курсов ценных бумаг высокотехнологичных и быстро растущих компаний. Индекс рассчитывается на основе средневзвешенных цен на момент окончания торгов.
10 марта 2000 года индекс достиг исторических максимумов: внутридневный 5 132,52 пункта и на закрытии 5 048,62 пунктов. После всеобщего падения рынка компьютерных и информационных технологий смог снова преодолеть пятитысячную отметку только в марте 2015 года.